# 1-й провулок Коцюбинського (Мелітополь)
1-й провулок Коцюбинського — провулок в Мелітополі на Червоній Гірці. Йде від 1-го провулка Некрасова до вулиці Коцюбинського.

## Назва
Провулок названий на честь українського письменника Михайла Коцюбинського.
Також в Мелітополі є вулиці Коцюбинського і провулок Коцюбинського.